# ادلسبروو (باكينجهامشير)
ادلسبروو (بالإنجليزية: Edlesborough)‏ هي قرية و أبرشية مدنية تقع في المملكة المتحدة في إنجلترا. يقدر عدد سكانها بـ 2,754 نسمة .